# Línies retrobades baixistes
Línies retrobades baixistes (en anglès: Bearish Meeting Lines) és un patró d'espelmes japoneses format per dues espelmes que indica un possible canvi de tendència alcista; rep aquesta denominació perquè la primera espelma blanca i la segona espelma negre es retroben en el mateix preu de tancament, mostrant l'equilibri entre bulls i bears.

## Criteri de reconeixement
1. La tendència prèvia és alcista.
2. Es forma una gran espelma blanca.
3. El segon dia els preus obren amb un fort gap a l'alça
4. Però la sessió acaba retrobant el preu de tancament del dia anterior.
5. Ambdues espelmes poden tenir el cos de la mateix longitud, per bé que la negre pot ser més petita

## Explicació
En un context de tendència alcista, l'obertura el segon dia amb un gran gap confirma l'optimisme general, però pràcticament immediatament els bears comencen a mostrar la seva força fins a tancar la sessió en el mateix preu (o pràcticament) que el tancament del dia anterior, deixant el gap en un no res.

## Factors importants
És un patró similar al Núvol negre baixista, per bé que aquest darrer té més fiabilitat doncs la força dels bears envia el tancament fins a superar el del dia previ. Es recomana esperar la confirmació l'endemà en forma gap baixita, un trencament de tendència, o sinó en forma d'espelma negra amb tancament inferior.